# ADAT

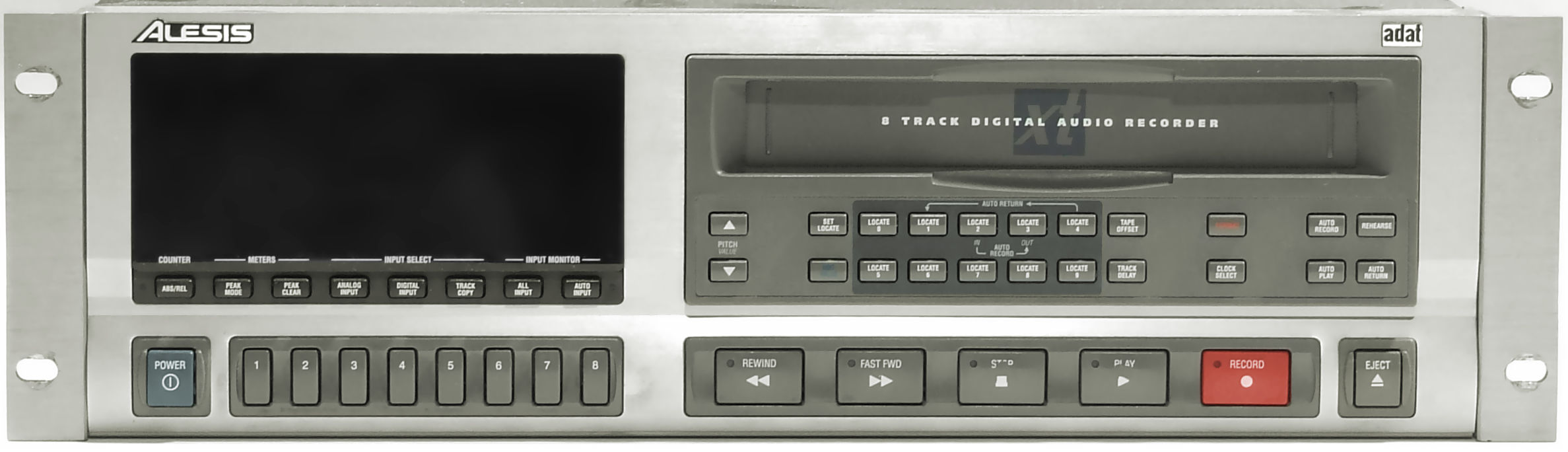
ADAT XT

ADAT (Alesis Digital Audio Tape) är ett digitalt magnetbandsformat. Formatet tillkännagavs av Alesis under NAMM Show den 18 januari 1991, och lanserades över ett år senare.

### Fotnoter
1. ↑  ”Alesis: The First 25 Years by George Petersen” (på engelska). Alesis. 11 mars 2009. Arkiverad från originalet den 22 juni 2015. https://web.archive.org/web/20150622025657/http://www.alesis.com/first25. Läst 21 juni 2015.